# USS Turner (DD-259)
USS Turner (DD-259) là một tàu khu trục lớp Clemson được Hải quân Hoa Kỳ chế tạo vào cuối Chiến tranh Thế giới thứ nhất và trong biên chế từ năm 1919 đến năm 1922. Nó tiếp tục phục vụ ngoài biên chế từ năm 1936 đến năm 1943 như chiếc sà lan tự hành YW-56, rồi nhập biên chế trở lại như là chiếc USS Moosehead (IX-98) và tiếp tục phục vụ trong thời gian còn lại của Chiến tranh Thế giới thứ Hai như một tàu phụ trợ cho đến khi xung đột kết thúc. Nó là chiếc tàu chiến đầu tiên của Hải quân Hoa Kỳ được đặt tên theo Đại tá Hải quân Daniel Turner (1794-1850), và là chiếc thứ hai được đặt tên USS Moosehead.

## Thiết kế và chế tạo
Turner được đặt lườn vào ngày 19 tháng 12 năm 1918 tại xưởng tàu Fore River Shipyard của hãng Bethlehem Shipbuilding Corporation ở Quincy, Massachusetts. Nó được hạ thủy vào ngày 17 tháng 5 năm 1919, được đỡ đầu bởi bà Leigh C. Palmer; và được đưa ra hoạt động tại Boston, Massachusetts vào ngày 24 tháng 9 năm 1919 dưới quyền chỉ huy của Hạm trưởng, Thiếu tá Hải quân M. L. Hersey, Jr..

## Lịch sử hoạt động

### USSTurnervà YW-56
Sau khi hoạt động dọc theo vùng bờ Đông và bờ Tây, Turner được cho xuất biên chế tại San Diego, California vào ngày 7 tháng 6 năm 1922 và được đưa về lực lượng dự bị. Tên nó được cho rút khỏi danh sách Đăng bạ Hải quân vào ngày 5 tháng 8 năm 1936.
Vào ngày 28 tháng 9 năm 1936, chiếc tàu khu trục bốn ống khói cũ được chấp thuận để cải biến thành một sà lan tự hành. Sau khi được cải biến tại San Diego trong tháng 10, nó được đổi tên thành YW-56 và bắt đầu hoạt động tại khu vực San Diego. Nó được phân về Quân khu Hải quân 11 vào ngày 17 tháng 10 năm 1940, và đến tháng 5 năm 1942 được giao thêm vai trò hoạt động như một tàu phà giữa San Diego và đảo San Clemente.

### USSMoosehead
Vào ngày 13 tháng 2 năm 1943, YW-56 được đổi tên thành USS Moosehead, trở thành chiếc tàu thứ hai của Hải quân Hoa Kỳ mang cái tên này, và được xếp lại lớp với ký hiệu lườn IX-98. Sau khi được bổ sung thiết bị radar và sonar, nó nhập biên chế tại San Diego vào ngày 5 tháng 4 năm 1943 dưới quyền chỉ huy của Hạm trưởng, Đại úy Hải quân D. J. Spahr. Nó trình diện để phục vụ cùng Bộ chỉ huy Huấn luyện Tác chiến thuộc Hạm đội Thái Bình Dương vào ngày 11 tháng 4, và đến ngày 23 tháng 4 nó trở thành soái hạm của Chuẩn đô đốc Frank A. Braisted. Trong những năm còn lại của Chiến tranh Thế giới thứ hai, nó hoạt động ngoài khơi San Diego.
Từ tháng 5 năm 1943 đến tháng 12 năm 1944, Moosehead thực hiện trung bình 11 chuyến đi khứ hồi mỗi tháng đến đảo San Clemente, vận chuyển nhân sự, thư tín và hàng hóa cho Quân khu Hải quân 11. Từ tháng 8 năm 1944 cho đến đầu năm 1945, nó làm nhiệm vụ kéo mục tiêu để thực hành huấn luyện cho các thiết giáp hạm, tàu tuần dương và tàu khu trục, cũng như phục vụ như mục tiêu thực hành ngư lôi của tàu khu trục và máy bay ném bom-ngư lôi. Ngoài ra nó còn hộ tống cho các thiết giáp hạm và tàu tuần dương trong các cuộc thực tập huấn luyện.
Cũng trong thời gian này, Moosehead thực hiện một trong những vai trò quan trọng nhất, là cung cấp nền tảng trên biển để huấn luyện sĩ quan và nhân viên thuộc Trung tâm Thông tin Hành quân (CIC: Combat Information Center). Nó mang theo các thiết bị radar và sonar cũng như lớp học CIC và phương tiện nghỉ ngơi. Đến tháng 7 năm 1943, nó bắt đầu huấn luyện các đội CIC của các tàu sân bay hộ tống. Trong hai năm rưỡi tiếp theo, nó huấn luyện nhóm CIC cho mọi tàu sân bay hộ tống thuộc các lớp Casablanca và Commencement Bay. Đến đầu năm 1944 nó mở rộng phạm vi đối tượng huấn luyện, để bao gồm nhân sự CIC của tàu chở hàng tấn công (APA), tàu vận chuyển tấn công (AKA), tàu khu trục hộ tống (DE), tàu tiếp liệu khu trục (AD) và tàu tuần tra hộ tống (PCE). Ngoài ra, nó còn phục vụ như là tàu thử nghiệm và đánh giá vũ khí và thiết bị như rocket, radar và thiết bị gây nhiễu radar.
Trong suốt thời gian hoạt động có tính thầm lặng dọc theo bờ biển Nam California, Moosehead đã di chuyển hơn 100.000 hải lý (190.000 km) và huấn luyên hơn 4.200 sĩ quan và thủy thủ. Sau khi xung đột kết thúc, nó vẫn tiếp tục đảm nhiệm vai trò soái hạm cho Tư lệnh Bộ chỉ huy Huấn luyện Bờ Tây; và đến ngày 24 tháng 12 năm 1945 nó được điều sang Quân khu Hải quân 11. Moosehead được cho ngừng hoạt động tại San Diego vào ngày 19 tháng 3 năm 1946. Tên nó được cho rút khỏi danh sách Đăng bạ Hải quân vào ngày 17 tháng 4 năm 1946, trả lại cho Ủy ban Hàng hải vào ngày 20 tháng 2 năm 1947 và bị bán cùng ngày hôm đó cho hãng Hugo Neu để tháo dỡ.